# Re-Education (Through Labor)
«Re-Education (Through Labor)» — первый сингл американской панк-рок группы Rise Against с альбома Appeal to Reason. Релиз песни состоялся 25 августа 2008 года на лейблах DGC и Interscope. Записывалась песня в The Blasting Room, Форт-Коллинс, Колорадо.
Песня была записана всей группой, а тексты были написаны ведущим вокалистом — Тимом Макилротом. В песне заметны хеви-метал риффы. Текст песни отмечен, как один из более политически мотивирующих треков Appeal to Reason.
Некоторые музыкальные журналисты обсуждали смысл песни. Стивен Томас Эрлевайн из Allmusic писал, что текст песни «выбивает из медленного молчания Америки», а Аарон Берджесс из The A.V. Club писал, что песня обвиняет президента США Джорджа Буша в фашизме.

## Появление в медиа и оценки
«Re-Education (Through Labor)» начала проигрываться на радио 26 августа 2008 года — на следующий день после релиза.
Джон Хэнсон из Sputnikmusic прокомментировал, что «Re-Education (Through Labor)» похожа на другую песню Rise Against — «Ready to Fall».
Песня попала в пять чартов. В Alternative Songs (Billboard) песня достигла 3 места, побив рекорд группы («The Good Left Undone» — 6 место). В чарте Mainstream Rock Tracks (Billboard) сингл достиг 22 места, в чарте Bubbling Under Hot 100 Singles (Billboard) песня достигла 12 места. В Hot Canadian Digital Singles и Canadian Hot 100 песня достигла 56 и 63 места соответственно. Сингл был сертифицирован, как золотой в США.
Сайт WatchMojo.com поставил «Re-Education (Through Labor)» на 7 место в списке лучших песен Rise Against.

## Видеоклип
Видеоклип был спродюсирован Кевином Керслейком, который, также, был продюсером клипа для «Ready To Fall». Клип был снят в родном городе группы — Чикаго, с участием Чикагского отделения Мопедной Армии и их мопедов.
22 сентября 2008 года Rise Against выпустила видеоклип для «Re-Education (Through Labor)». Видео начинается с цитаты бывшего президента США Джона Ф. Кеннеди: «Те, кто совершает мирную революцию, не могут сделать насильственную революцию неизбежной». Видео часто переключается между сценами группы, играющей в подвале заброшенного кинотеатра, и армией мопедов. Байкеры едут по Чикаго и бросают рюкзаки, предположительно бомбы, в разных местах. Заключительная сцена показывает ряд байкеров, наблюдающих, как город горит ночью после взрыва бомб. Это связано с цитатой Джона Кеннеди о насильственном восстании.
Существует ещё одна версия этого видео с информативной статистикой по таким предметам, как обезлесение, смерть детей и другие. Эта версия называется «без цензуры», потому что исходное видео не показывает никакой информации.

## Чарты
| Чарт                                       | Высшая позиция |
| ------------------------------------------ | -------------- |
| Bubbling Under Hot 100 Singles (Billboard) | 12             |
| Alternative Songs (Billboard)              | 3              |
| Mainstream Rock Tracks (Billboard)         | 22             |
| Canadian Hot 100                           | 63             |
| Hot Canadian Digital Singles               | 56             |